# 5 Dywizjon Artyleryjskiego Rozpoznania Pomiarowego
5 Samodzielny Dywizjon Artyleryjskiego Rozpoznania Pomiarowego (5 sdarp) – pododdział artyleryjskiego rozpoznania pomiarowego ludowego Wojska Polskiego (poczta polowa nr 92697).
12 kwietnia 1944 roku, w miejscowości Wakino nad Oką, na podstawie rozkazu specjalnego nr 09 dowódcy 1 Armii Polskiej w ZSRR rozpoczęto formowanie jednostki samodzielnego dyonu artylerii zwiadu pomiarowego. Jako jednostki organicznej 1 Armii Polskiej w ZSRR. Jednostkę organizowano przy 5 Pułku Artylerii Ciężkiej, według sowieckiego etatu Nr 08/555 samodzielnego dywizjonu artyleryjskiego rozpoznania (ros. отдельный разведывательный артиллерийский дивизион). 20 lipca 1944 roku stan ewidencyjny liczył 275 żołnierzy, w tym 21 oficerów, 47 podoficer i 207 szeregowców.
W październiku 1945 roku dyon został włączony w skład 80 Pułku Artylerii Ciężkiej w Biedrusku, zachowując dotychczasową organizację.
 Obsada personalna dowództwa dywizjonu
- dowódca - kpt. Witold Rogaliński
- zastępca dowódcy ds. polit.-wych. - chor. Wincenty Kłopiński
- szef sztabu - kpt. Józef Szkiełko

Struktura organizacyjna sdarp według etatu Nr 08/555
- dowództwo
- bateria rozpoznania topograficznego
- dwie baterie rozpoznania dźwiękowego
- pluton rozpoznania optycznego
- pluton fotogrametryczny